# Rolf Jacobsen
Rolf Jacobsen, född 8 mars 1907 i Kristiania (nuv. Oslo), död 20 februari 1994 i Hamar, var en norsk lyriker. 
Jacobsen växte upp i Solør som son till en tandläkare. Hans utbildning omfattade studier i teologi, historia, filosofi och norska, men han tog ingen examen utöver förberedandena. Mellan 1941 och 1945 var han redaktör för tidningen Glåmdalen (före 1943 Kongsvinger Arbeiderblad). Han arbetade i bokhandel i Hamar 1949–1959. 
Under perioden 1961–1971 arbetade han för Kongsvinger och Hamar Stiftstidende, bland annat som redaktionssekreterare och redaktör.
Under 1930-talet var Jacobsen aktiv som distriktsledare för Arbeidernes Ungdomsfylking i Flisa, han representerade Arbeiderpartiet i kommunstyrelsen och ordförandeskapet, samt var journalist på Kongsvinger Arbeiderblad. År 1940 blev Jacobsen medlem i Nasjonal Samling (NS), och år 1942 blev han propagandaledare i Kongsvinger partilag. I sin roll som redaktör för Glåmdalen började han uppmuntra nazistiska synpunkter. Under landssvikoppgjøret efter kriget blev han dömd till tre och ett halvt års straffarbete för landsförräderi. Han blev frigiven år 1947. Jacobsens NS-medlemskap var länge okänt, och själv hävdade han fram till sin död att hans aktivitet på Glåmdalen var ett försök för att rädda tidningen från naziststyret.
Jacobsen räknas som en av Norges största lyriker. Redan efter publiceringen av hans första diktsamling (1933 med Jord og jern) blev han räknad som en föregångsman för modernismen i Norge. Jacobsens lyrik är översatt till mer än 20 språk. 

### Urvalsvolymer i svensk översättning
- 1979 – Jord och järn (urval och översättning Christer Eriksson) (Rabén & Sjögren)
- 1987 – Hemligt liv (urval och översättning Christer Eriksson) (Rabén & Sjögren)

## Priser och utmärkelser
- 1960 – Kritikerpriset för Brev til lyset
- 1965 – Riksmålsforbundets litteraturpris
- 1968 – Doblougska priset
- 1969 – Sarpsborgprisen
- 1986 – Aschehougpriset
- 1989 – Svenska Akademiens nordiska pris
- 1990 – Hedmark fylkeskommunes kulturpris